# ANDEBU
Nacionalna zajednica urugvajskih odašiljača ili skraćeno ANDEBU (špa. Asociación Nacional de Broadcasters Uruguayos) je trgovačko-lobističko društvo koje zastupa interese urugvajskih odašiljača i veza - radijskih postaja i televzijskih programa.
Zajednica je utemeljena 20. srpnja 1933. predstavlja prava ukupno 90 radijskih postaja i televizijskih programa.
Vrlo je utjecajna, a članica je i sličnih svjetskih udruge te usko surađuje i s Europskom radiodifuzijskom unijom (EBU-om).

## Članovi
- CX 4 Radio Rural
- CX 8 Radio Sarandí
- CX 14 El Espectador
- CX 16 Radio Carve
- CX 18 Radio Sarandí Sport
- CX 22 Radio Universal
- CX 24 Nuevo Tiempo
- CX 28 Radio Imparcial
- CX 36 Radio Centenario
- CX 40 Radio Fénix
- CX 42 Emisora Ciudad de Montevideo
- CX 46 Radio América
- CX 58 Radio Clarín

## Poveznice
- SODRE
- Popis radijskih postaja u Urugvaju

## Vanjske poveznice
- ANDEBU - službena mrežna mjesta